# Різдвяна ніч у Барселоні
«Різдвяна ніч у Барселоні» (кат. Barcelona, nit d'hivern) — романтична кінокомедія каталонського режисера Дані де ла Ордена (Dani de la Orden), що вийшла у 2015 році. Картина — сіквел кінофільму "Літня ніч в Барселоні", що мала значний успіх у глядачів.

## Сюжет
Цього разу дія картини відбувається на Різдво — час чудес і здійснення найзаповітніших бажань, а місце подій,Барселона, місто повне  кохання та пристрасті. Новий фільм об'єднує в собі шість оповідань з життя абсолютно не схожих між собою людей, які проводять Різдво в Іспанії й відображає різні види та значення великого почуття — кохання. Дві з шести новел розкажуть про вже знайомі за попереднім фільмом пари.

## Ролі виконують
- Алекс Марун — Оскар
- Александра Хіменес — Альба
- Айна Клотет — Паула
- Бернат Саумель — Оріоль
- Альберто Сан Хуан — Мігель
- Крістіан Валенсія — Адріан
- Барбара Санта Круз — Лаура
- Клара Сегура — Фіна
- Вікторія Луенго — Ольга